# Philippe Dupouy
Pour les articles homonymes, voir Dupouy.
Philippe Dupouy, né le 12 juillet 1960 à Toulouse (Haute-Garonne), est un homme politique français, membre du Parti socialiste.

## Biographie
Philippe Dupouy mène sa carrière professionnelle au Crédit Agricole pendant 40 ans dans le Gers.
Membre du Parti socialiste, il est maire de la commune de Touget de 2001 à 2022.
En 2004, il est élu conseiller général du canton de Cologne en battant le sortant Max Laborie. Il est réélu dès le 1er tour en 2011. Il est alors vice-président chargé des collèges et président du groupe majoritaire des élus socialistes et républicains.
De 2012 à 2022, il est le suppléant de la députée socialiste Gisèle Biémouret.
Depuis les élections départementales de 2015, il est élu conseiller départemental du canton de Gimone-Arrats, puis vice-président du conseil départemental chargé des Infrastructures de transport. En 2021, il est réélu dès le 1er tour.
En janvier 2022, à la suite de la démission de Philippe Martin, il est élu président du conseil départemental du Gers avec 22 voix sur 34,,.